# 焦尔毛蒂·翁德赖奥
焦尔毛蒂·翁德赖奥（匈牙利語：Gyarmati Andrea，1954年4月15日—），匈牙利女子游泳运动员。她曾代表匈牙利参加1968年和1972年夏季奥林匹克运动会游泳比赛，共获得一枚银牌和一枚铜牌。